# 朝陽県
朝陽県（ちょうよう-けん）は中華人民共和国遼寧省朝陽市に位置する県。

## 歴史
1741年（乾隆5年）、清朝により設置された塔子溝庁を前身とする。1774年（乾隆39年）には三座塔庁と改称され、1778年（乾隆43年）に朝陽県と改称された。1904年（光緒30年）に朝陽府に昇格したが、中華民国が成立し、府制が廃止されると1913年（民国2年）に朝陽県に改編された。満洲国時代は1940年（康徳7年）に朝陽県を分割しゾストアイマク（卓索図盟）・土黙特右旗と改名し、錦州省の管轄とされたが、1947年10月に人民解放軍が占領すると朝陽県に戻された。

## 行政区画
1街道弁事処、14鎮、10郷、2民族郷を管轄する。
- 街道弁事所：柳城街道
- 鎮：波羅赤鎮、木頭城子鎮、二十家子鎮、羊山鎮、六家子鎮、瓦房子鎮、大廟鎮、古山子鎮、南双廟鎮、台子鎮、清風嶺鎮、勝利鎮、七道嶺鎮、楊樹湾鎮
- 郷：西五家子郷、北溝門子郷、東大道郷、東大屯郷、根徳営子郷、西営子郷、北四家子郷、王営子郷、黒牛営子郷、尚志郷
- 民族郷：オラーン・ホショー・モンゴル・ウンドゥストゥヌ・ソム（烏蘭河碩蒙古族郷）、松嶺門モンゴル族郷

## 交通

### 鉄道
- 中国国家鉄路集団
  - 錦承線

### 道路
- 高速道路
  -  丹錫高速道路
  -  長深高速道路
- 国道
  -  G101国道
  -  G230国道